# Shkumbin
Shkumbin (forma articulată hotărât din albaneză: Shkumbini, în latină Genusus) este un râu în Albania centrală, având punctul de vărsare în Marea Adriatică. Acesta este considerat linia de hotar între cele două dialecte ale limbii albaneze: Dialectul Tosk (în sud) și Dialectul Gheg (în nord).

## Hartă

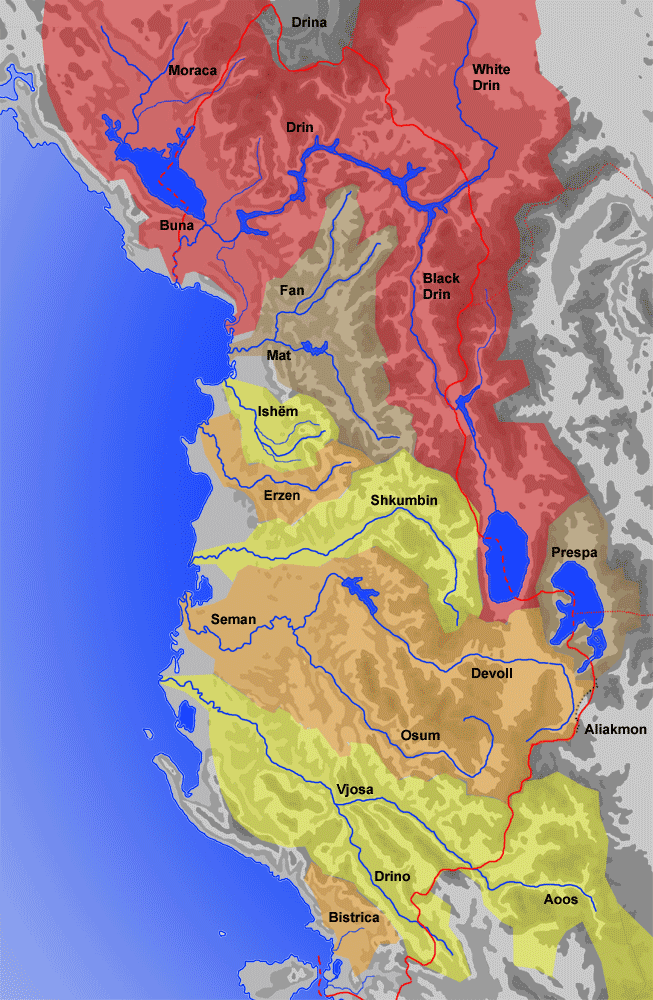
Harta hidrografică a Albaniei: Shkumbin se află în centrul hărții.